# Koromľa
Koromľa (ungarisch: Koromlak, bis 1899 Korumlya) ist ein kleines Dorf im okres Sobrance im äußersten Osten der Slowakei. Es liegt im Ostslowakischen Hügelland in den Ausläufern des Poprič-Höhenzuges in der Nähe der Staatsgrenze zur Ukraine. Das Zentrum des Dorfes liegt auf einer Höhe von 280 m n. m. Das Dorf und der Ortsteil liegen auf einer Höhe von 215 bis 850 m Seehöhe. Koromla liegt etwa neun Kilometer südöstlich der Stadt Sobrance und etwa zehn Kilometer von der ukrainischen Stadt Uschhorod entfernt.

## Geografie
Der Koromlianer Dorfbach entwässert zum Fluss Laborec. An Bodentypen finden sich im Gemeindegebiet braune Waldböden und Lessivé. In den Tälern des Nordhangs des Poprič finden sich schwere Lehmböden und Podsole. 

## Geschichte
Die erste Erwähnung stammt aus dem Jahr 1337, die erste Besiedlung wird in die Bronzezeit datiert. Koromla gehörte einst der Adelsfamilie Drugeth und zur Herrschaft Tibava. Die Einwohner widmeten sich über Jahrhunderte der Landwirtschaft.
Nach mündlicher Überlieferung waren die ersten Siedler des Dorfes Koromla Holzfäller und Köhler. Große Wälder ermöglichten einst die Herstellung von Holzkohle in großen Mengen. Daher rauchte es in der Siedlung und der Umgebung ständig. So kam der Ort wohl auch zu seinem ungarischen Namen Koromlak, ungarisch für “Ort des Rußes”. 
1910 lebten in Koromlak 636 Menschen (499 Slowaken, 78 Deutsche, 39 Ruthenen, 19 Magyaren). Nach dem Vertrag von Trianon kam Koromlak vom Königreich Ungarn (Komitat Ung) zur neugegründeten Tschechoslowakei, die es dem Landesteil Karpatenukraine zuordnete.
Im März 1939 besetzte die ungarische Armee im slowakisch-ungarischen Krieg den Ort. Die Rote Armee besetzte den Ort im Jahr 1944. 1993 wurde Koromľa Teil der Slowakei. 
2001 wohnten in Koromľa 538 Einwohner (494 Slowaken, 3 Ukrainer und andere), die sich überwiegend (75 %) zur griechisch-katholischen Kirche bekannt hatten.

## Bevölkerung
| Jahr                | 1994 | 2004    | 2014     | 2024    |
| ------------------- | ---- | ------- | -------- | ------- |
| Anzahl der Personen | 509  | 521     | 445      | 404     |
| Unterschied         |      | +2,35 % | −14,58 % | −9,21 % |

| Jahr                | 2023 | 2024    |
| ------------------- | ---- | ------- |
| Anzahl der Personen | 402  | 404     |
| Unterschied         |      | +0,49 % |

## Infrastruktur
Im Ort existieren eine Bibliothek, ein Fußballplatz und eine Turnhalle.
Religiöses Zentrum ist die griechisch-katholische Kirche St. Michael.